# General Motors EV1
La General Motors EV1 era un'autovettura a propulsione elettrica prodotta dall'azienda statunitense General Motors dal 1996 al 1999.
Diventato un fenomeno di costume per la sua scelta tecnica e di distribuzione sul mercato, solamente a noleggio a lungo termine, detiene il primato di essere la prima auto elettrica a batteria realizzata dalla General Motors negli Stati Uniti e anche il primo veicolo nella storia della compagnia dotato del logo GM sul cofano.
Dopo essere diventata uno status symbol ecologista da parte di personalità politiche e dello spettacolo, venne ritirata dal mercato senza avere alcuno sviluppo successivo terminando così una scelta tecnologica innovativa, innescando nel contempo una serie di polemiche e malumori nel mondo non solo ecologista tanto da ricevere ancora più pubblicità mediatica e arrivando a essere protagonista di un film documentario, Chi ha ucciso l'auto elettrica?, presto diventato un cult.

## Storia

### Sviluppo
| Altre caratteristiche          | |
| Tipo:                          | Berlina compatta, 2 posti, elettrica (a batteria) |
| Trazione                       | Anteriore |
| Posizione motore:              | Anteriore |
| Motore trazione:               | Elettrico AC trifase |
| Raffreddamento controller:     | A liquido |
| Caricabatterie:                | Stazionario AC Magnecharge |
| Connettore ricarica:           | 6.6 kW a induzione - richiede una presa specifica a 220 Vac |
| Raffreddamento caricabatterie: | Ad aria |
| Ricarica di emergenza:         | Caricabatterie a bordo 110 Vac (solo batterie VRLA) |
| Tempo ricarica                 | VRLA: 5,5-6 ore. NiMH: 6-8 ore. |
| Raffreddamento batterie:       | Gen1: ventilazione forzata. Gen2: aria condizionata del veicolo. |
| Tensione batteria:             | VRLA: 312 V. NiMH: 343 V. |
| Tipo batteria:                 | 26 moduli. VRLA (Pb-acido ermetica): 595 kg. NiMH: 521 kg. Tutti i veicoli Gen1 erano equipaggiati in origine con batterie VRLA Delphi, che successivamente sono state sostituite con batterie VRLA Panasonic. Alcune vetture Gen2 (1999) erano dotate di batterie VRLA Panasonic, ma la maggior parte dei veicoli Gen2 erano equipaggiate con batterie NiMH Ovonics. |
| Capacità batterie:             | VRLA Delphi: 53 Ah. VRLA Panasonic: 60 Ah. NiMH Ovonics: 77 Ah. |
| Posizione batterie:            | A "T" (in mezzo e dietro i sedili) |
| Autonomia:                     | VRLA: 90–120 km. NiMH: 120–240 km. |
| Velocità massima:              | 130 km/h (auto limitata) |
| Prestazioni:                   | 0–100 km/h in circa 8 secondi |
| Consumo:                       | 0,111-0,231 kWh/km |
| Trasmissione:                  | monomarcia, riduzione integrata con motore e differenziale |
| Assi:                          | Semiassi con giunti omocinetici |
| Accessori:                     | Aria condizionata (con pompa di calore), servosterzo, servofreno, vetri elettrici, chiusure keyless (senza chiave), accensione keyless, autoradio AM/FM con CD, ABS, Airbag, cinture di sicurezza a tre punti per guidatore e passeggero, cerchi in lega, pneumatici a bassa resistenza.                                                                              |
| Prezzo:                        | Sconosciuto - disponibile solo noleggio a lungo termine. Stimato da 33 995 a 43 995 dollari. |

La GM rese disponibili, per il noleggio a lungo termine, oltre 800 modelli EV1 (delle circa 1 100 prodotte) con la previsione di ritirarle dopo tre anni di servizio. Le EV1 erano disponibili solo in California e Arizona e la rete di assistenza affidata ad alcuni rivenditori selezionati della rete Saturn.
Il progetto EV1 fu sviluppato principalmente per soddisfare le leggi anti-inquinamento della California. Un provvedimento, noto come ZEV mandate, prevedeva che entro il 1998 almeno il 2% delle auto prodotte fosse a emissioni zero. La GM dichiara di aver investito oltre un miliardo di dollari per lo sviluppo e la commercializzazione della EV1, molti dei quali provenienti dagli 1,25 miliardi di dollari erogati dall'amministrazione Clinton nell'ambito del progetto (collaborazione per una nuova generazione di veicoli). Nonostante le numerose richieste di noleggio e i feeback positivi degli utilizzatori, la GM affermò che non era possibile vendere un numero sufficiente di veicoli da rendere il progetto EV1 redditizio. Il progetto fu abbandonato nel 2003.
Il prezzo della vettura era stimato fra i 33 995 e i 43 955 dollari a fronte di un costo per il noleggio che partiva da 299 dollari fino a oltre 574 dollari al mese. Il costo del noleggio dipendeva anche dalla disponibilità di finanziamenti da parte dello stato. Un dirigente GM dichiarò che ogni EV1 costava alla compagnia circa 80 000 dollari, inclusi i costi di ricerca e sviluppo.

## Tecnologia
La EV1 fu progettata come veicolo elettrico, non era un adattamento di un'auto a benzina e non utilizzava la trasmissione di un'auto già esistente. La General Motors sperimentò numerose soluzioni tecnologiche sull'EV1, tra queste:
- Telaio in alluminio
- Pannelli laterali anti-urto
- Freni con ABS
- Controllo trazione
- Aria condizionata con pompa di calore (la soluzione più diffusa utilizza un compressore)
- Apertura delle portiere e avvio del veicolo senza chiave
- Vetri con speciale trattamento per migliore isolamento termico
- Frenata elettrica a recupero di energia
- Pneumatici auto riparanti
- Coefficiente aerodinamico molto basso (~0,19)
- Cerchi in lega super leggeri
- Pneumatici con bassa resistenza al rotolamento

Molte di queste tecnologie furono applicate per migliorare l'efficienza complessiva della EV1.
La prima generazione della EV1 (1996-1997) utilizzava batterie piombo acido ermetiche prodotte da Delphi, la seconda generazione (dal 1999) montava batterie al nichel metal idruro. Su alcune vetture della prima generazione furono montate in seguito batterie Panasonic, sempre in tecnologia VRLA.
La EV1 Gen1 permetteva di percorrere 90–120 km con ogni ricarica utilizzando le comuni batterie Pb-Acido Delco (Delco fa parte del gruppo industriale Delphi). La EV1 Gen2 consentiva un'autonomia di 120–240 km ed era equipaggiata con le comuni batterie Ovionics al nichel metal idrato. Le EV1 equipaggiate con le comuni batterie Pb-Acido Panasonic percorrevano 120–160 km con ogni ricarica. La completa ricarica delle batterie richiedeva 8 ore (si poteva effettuare la ricarica parziale dell'80% in circa 2-3 ore). Il pacco batterie era composto da 26 moduli Pb-Acido 12 V per un totale di 67,4 MJ (18,7 kWh), oppure 26 moduli NiMH 13,2 V per complessivi 95,1 MJ (26,4 kWh).
Nel 1994 un prototipo di EV1 modificata stabilì il record di velocità per veicoli elettrici di serie, viaggiando a 295 km/h nel deserto dell'Arizona.

## Come si noleggiava
Ottenere una EV1 era veramente molto difficile. Prima di tutto l'auto non poteva essere acquistata: era previsto solo il noleggio, con scadenza prefissata, di tre anni; non era possibile rinnovare il contratto o acquistare il veicolo pagando il valore residuo. I potenziali clienti dovevano fissare un appuntamento anche solo per effettuare un test drive. Solo alcuni concessionari Saturn ottennero la EV1, e solo alcuni potevano realmente concederla a noleggio. Prima ancora di conoscere le condizioni di noleggio, gli acquirenti erano sottoposti a una preselezione nella quale si ricordava loro quanto la EV1 fosse diversa dalle vetture convenzionali. Le auto non furono mai disponibili immediatamente per il noleggio. Gli acquirenti erano inseriti in liste di attesa, senza che fosse nemmeno prefissata una data di consegna e molte consegne non furono mai fatte. Dopo un'attesa di solito di 2 a 6 mesi ai locatari veniva assegnata una macchina, ma prima della consegna era necessario ancora parecchio tempo. Oltretutto i clienti dovevano installare il caricabatteria a casa propria, adeguando opportunamente l'impianto elettrico (era necessaria l'alimentazione a 220 V mentre lo standard USA è a 110 V), questo richiedeva ancora una o due settimane. Ottenere una EV1 non è mai stato come ottenere un'auto qualsiasi.

## La EV1 su strada
La EV1 aveva la più bassa resistenza aerodinamica fra tutti i veicoli mai prodotti in serie grazie al fatto che al motore elettrico non serve un raffreddamento critico e quindi griglie per l'aria. Di conseguenza, a velocità autostradali, si udiva solo il rumore prodotto dal rotolamento degli pneumatici, erano completamente assenti fruscii aerodinamici e rumori provenienti dal motore. A velocità più basse, e a macchina ferma, l'auto era completamente silenziosa, eccetto il leggero ronzio del cambio.
La velocità massima era limitata elettronicamente a 130 km/h, in realtà il sistema di propulsione e l'aerodinamica della EV1 avrebbero permesso una velocità teorica di 300 km/h utilizzando un rapporto e centralina opportunamente modificati.
La velocità e altre informazioni erano visualizzate sul display digitale posto sopra il cruscotto.
La postazione di carica aveva dimensioni di 46x61x152 cm e la forma ricordava una pompa di benzina. Il collegamento per la ricarica era di tipo induttivo, si effettuava inserendo un connettore in plastica nella presa sul muso della vettura.

## Principali problemi
Secondo GM numerosi problemi sono stati segnalati nelle vetture prodotte e nei prototipi.
Sulle EV1 Gen1, dotate di batterie Pb-acido, difficilmente l'autonomia raggiungeva il valore dichiarato. Secondo GM il semplice utilizzo delle luci poteva ridurre la percorrenza anche del 10%, l'utilizzo del condizionatore peggiorava ulteriormente la situazione.
Nelle vetture Gen2, equipaggiate con batterie Ni-MH, si verificava un surriscaldamento delle stesse. A causa della posizione, nel tunnel centrale, non era possibile dissipare correttamente il calore. Questo problema fu affrontato utilizzando curve di ricarica più lente, oppure attivando il condizionatore della vettura durante la ricarica. Nel primo caso si allungavano i tempi di ricarica, mentre l'uso del condizionatore rendeva il processo di ricarica meno efficiente. Sempre secondo GM, le batterie Ni-MH, progettate per una vita operativa di almeno 3 anni, presentavano grossi problemi già dopo 6 mesi. In fin dei conti, per l'utilizzo quotidiano e su piccole distanze, le batterie Pb-acido permettevano prestazioni migliori.
Data l'assoluta mancanza di punti di ricarica pubblici, era impossibile utilizzare la macchina su lunghe distanze, solo pochi temerari hanno utilizzato la EV1 per lunghi spostamenti, mentre la maggior parte degli utenti tornavano a casa ogni sera per poter ricaricare le batterie.
Per quanto riguarda le richieste di noleggio, secondo GM, queste erano effettivamente molto numerose. Molti clienti rinunciavano al noleggio non tanto quando venivano chiaramente informati delle reali prestazioni della macchina, ma quando scoprivano che in caso di fermo per esaurimento delle batterie dovevano pagare salati sovrapprezzi. L'autonomia dichiarata della vettura era, sì, paragonabile alla percorrenza media giornaliera dei guidatori USA, ma negli stati in cui era disponibile la EV1, per varie ragioni ambientali, le percorrenze erano molto superiori alla media nazionale.

## Fine della produzione
Il fallimento del progetto EV1 sarebbe stato determinato da vari fattori. La GM dichiarò che il progetto era stato abbandonato perché anti-economico.
Le cause legali da parte dei tre maggiori costruttori di auto, inclusa GM, ha spinto la California Air Resource Board (organo che si occupa dell'inquinamento dell'aria) ad
alleggerire le normative anti inquinamento (ZEV mandate) a tal punto che la GM ha potuto cancellare il progetto EV1. Alla fine del periodo di noleggio, le auto sono state ritirate e stoccate a Burbank, California. La GM ha donato un esiguo numero di vetture a college e università per gli studenti di ingegneria, e ad alcuni musei (tra cui l'Istituto Smithsonian); il 19 giugno 2006 l'auto è stata rimossa dall'istituto Smithsonian. Nel marzo 2005, le ultime 78 vetture stoccate sono state trasferite nello stabilimento GM di Mesa, Arizona, per lo smaltimento definitivo, rottamazione e riciclaggio, fra lo stupore e le proteste dell'opinione pubblica.
Da notare che, se la GM avesse venduto le auto rimanenti, queste sarebbero state sottoposte a garanzia e sarebbe stato necessario fornire ricambi e assistenza per almeno dieci anni.
Secondo fonti ufficiali della GM, il progetto EV1 non è stato un insuccesso, lo sviluppo dell'auto elettrica è stato abbandonato quando è stato chiaro che, il tanto atteso salto di qualità nella tecnologia delle batterie, non si sarebbe avverato.
Non tutte le EV1 sono andate distrutte. Sembra che alcune di esse siano in circolazione sulle strade della città di Warren (Michigan), dove si trova un centro di sviluppo
della GM.
Il 30 giugno 2006 è uscito negli USA un documentario intitolato Who Killed the Electric Car? Alcune settimane prima del debutto del film, l'Istituto Smithsonian ha annunciato che l'esemplare di EV1 esposto nel proprio museo sarebbe stato rimosso. Anche se la GM è una dei più importanti finanziatori del museo, entrambe le parti affermano che l'uscita del film non ha niente a che vedere con la rimozione dell'auto.
In un'intervista, rilasciata alla rivista Motor Trend, Rick Wagoner ha dichiarato che l'abbandono del progetto EV1 è il maggior rimpianto del lavoro svolto, come amministratore delegato, presso la GM.

## Motorizzazioni alternative

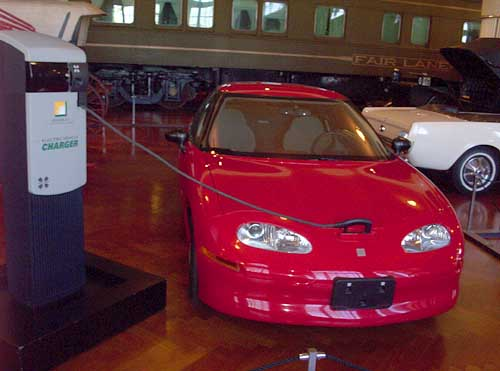
EV1 durante la ricarica

La General Motors presentò diversi prototipi con motorizzazioni alternative al Salone di Detroit 1998. Erano stati realizzati modelli con motore diesel/elettrico ibrido parallelo, motore a turbina/elettrico ibrido serie, una versione elettrica con celle a combustibile, e una versione a gas naturale equipaggiata con motore a combustione interna a basse emissioni.
Era stato realizzato anche un nuovo telaio, per quattro passeggeri, allungato di 48,2 cm. Per i veicoli elettrici ibridi, il numero di batterie era passato a 44 moduli NiMH, disposti in una sola fila centrale. Le batterie potevano essere ricaricate completamente in sole 2 ore tramite il caricabatteria a induzione 220 V presente a bordo. Nella terza generazione i moduli batteria erano installati anche nel baule, e il motore trazione era passato a 139 CV. Le versioni ibride, utilizzando il solo motore elettrico, potevano percorrere 65 km completamente senza emissioni.

### EV1 a gas naturale
La versione a gas naturale era l'unico prototipo non elettrico, utilizzava comunque lo stesso telaio allungato. Era equipaggiata con motore Suzuki 1000 cm³ turbo, tre cilindri, in alluminio, con albero a camme in testa. Grazie all'elevato numero di ottano del gas naturale (che permette un elevato rapporto di compressione) questo piccolo motore erogava 73 CV a 5500 giri/min.
Al posto delle batterie erano stati sistemati due serbatoi che contenevano il gas a 200 bar. I serbatoi potevano essere riempiti in 4 minuti tramite un singolo ugello. Solenoidi interni ai serbatoi chiudevano il flusso del gas durante il rifornimento, una valvola di sicurezza interveniva in caso di eccessiva pressione o temperatura. Questo prototipo, equipaggiato con cambio CVT, accelerava da 0 a 100 km/h in 11 secondi. Si percorrevano 560 – 650 km con un pieno, il consumo medio era di 3,9 L/100 km (rapportato a un motore a benzina).

### EV1 serie ibrida

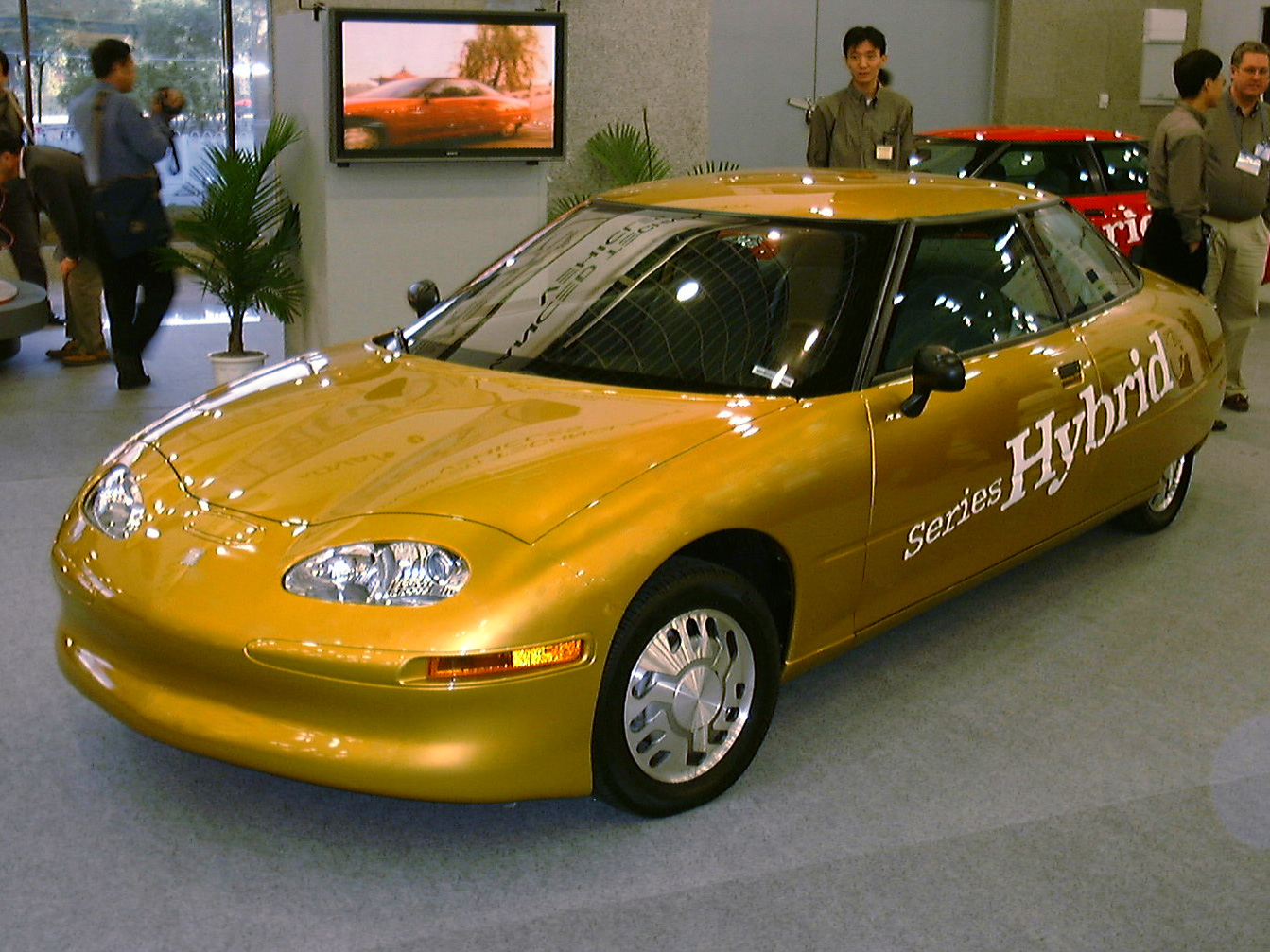
Il prototipo della EV1 a propulsione ibrida.

Questo prototipo era dotato di una turbina a gas, posta nel baule, che ricaricava le batterie. L'unità era composta da una turbina singolo stadio, monoalbero, con scambiatore di calore, e da un generatore AC ad alta velocità e magnete permanente, prodotto dalla Williams International; il peso dell'unità era di 99,8 kg, le dimensioni erano 50,8 cm di diametro per 55,9 cm di lunghezza, l'unità operava fra 100 000 e 140 000 giri/min.
La turbina poteva essere alimentata con diversi tipi di carburante, dalla benzina riformulata al gas naturale compresso.
L'unità ausiliaria, che si avviava automaticamente quando la batteria scendeva sotto il 40%, forniva 40 kW, sufficienti per far viaggiare l'auto a 130 km/h e ricaricare i 44 moduli NiMh al 50%. Il serbatoio della capacità di 24,6 L permetteva al veicolo un'autonomia fino a 627 km per un consumo compreso tra i 2,4 e i 3,9 L/100 km, equivalenti a 41,7 e 25,6 km con un litro, in modalità ibrida. L'auto accelerava da 0 a 100 km/h in circa 9 secondi.

### EV1 ibrida parallelo
Nel baule della versione ibrida parallelo era installato un motore diesel 1300 cm³ Isuzu da 75 CV, assieme a un motore/generatore elettrico da 6,6 CV. Entrambi i motori fornivano potenza alle ruote posteriori per mezzo di una trasmissione a controllo elettronico. Le ruote anteriori erano spinte dal motore AC a induzione, le tre unità erogavano complessivamente 222 CV, l'auto accelerava da 0 a 100 km/h in circa 7 secondi. La capacità del serbatoio permetteva di viaggiare per 885 km, il consumo medio era di 3,2 L/100 km.
Una tecnologia simile è stata utilizzata nel 2005 per il prototipo Opel Astra Diesel Hybrid.

### EV1 con celle a combustibile
In questo prototipo, i vantaggi della trazione elettrica erano ampliati tramite un sistema di celle a combustibile alimentate a metanolo (sviluppate da Daimler-Benz/Ballard per il prototipo Mercedes NECAR). Il veicolo consentiva un'autonomia di circa 480 km, consumo medio di 3,2 L/100 km, 
accelerazione da 0 a 100 km/h in circa 9 secondi.